# العلاقات البولندية القرغيزستانية
العلاقات البولندية القيرغيزستانية هي العلاقات الثنائية التي تجمع بين بولندا وقيرغيزستان.

## مقارنة بين البلدين
هذه مقارنة عامة ومرجعية للدولتين:
| وجه المقارنة                                              | بولندا                                                                             | قيرغيزستان                      |
| --------------------------------------------------------- | ---------------------------------------------------------------------------------- | ------------------------------- |
| المساحة (كم2)                                             | 312.68 ألف                                                                         | 199.95 ألف                      |
| عدد السكان (نسمة)                                         | 38.43 مليون                                                                        | 6.20 مليون                      |
| الكثافة السكانية (ن./كم²)                                 | 122.91                                                                             | 31.01                           |
| العاصمة                                                   | وارسو                                                                              | بيشكك                           |
| اللغة الرسمية                                             | اللغة البولندية                                                                    | اللغة الروسية، اللغة القيرغيزية |
| العملة                                                    | زلوتي بولندي                                                                       | سوم قيرغيزستاني                 |
| الناتج المحلي الإجمالي (بليون دولار)                      | 524.51 مليار                                                                       | 7.56 مليار                      |
| الناتج المحلي الإجمالي (تعادل القوة الشرائية) بليون دولار | 1.02 تريليون                                                                       | 20.45 مليار                     |
| الناتج المحلي الإجمالي الاسمي للفرد دولار أمريكي          | 12.55 ألف                                                                          | 1.10 ألف                        |
| الناتج المحلي الإجمالي للفرد دولار أمريكي                 | 26.14 ألف                                                                          |                                 |
| مؤشر التنمية البشرية                                      | 0.843                                                                              | 0.655                           |
| رمز المكالمات الدولي                                      | +48                                                                                | +996                            |
| رمز الإنترنت                                              | .pl                                                                                | .kg                             |
| المنطقة الزمنية                                           | توقيت وسط أوروبا، ت ع م+01:00، ت ع م+02:00، أوروبا/وارسو ‏، توقيت وسط أوروبا الصيفي | ت ع م+06:00                     |

## منظمات دولية مشتركة
يشترك البلدان في عضوية مجموعة من المنظمات الدولية، منها:
| علم المنظمة | اسم المنظمة                        | تاريخ انضمام بولندا | تاريخ انضمام قيرغيزستان |
| ----------- | ---------------------------------- | ------------------- | ----------------------- |
|             | مؤسسة التنمية الدولية              | 28 أكتوبر 1960      | 24 سبتمبر 1992          |
|             | يونسكو                             | 6 نوفمبر 1946       | 2 يونيو 1992            |
|             | وكالة ضمان الاستثمار متعدد الأطراف | 29 يونيو 1990       | 21 سبتمبر 1993          |
|             | الأمم المتحدة                      | 24 أكتوبر 1945      | 2 مارس 1992             |
|             | الاتحاد البريدي العالمي            | 1 مايو 1919         | ?                       |
|             | البنك الدولي للإنشاء والتعمير      | 27 يونيو 1986       | 18 سبتمبر 1992          |
|             | اتفاقية السماوات المفتوحة          | ?                   | ?                       |
|             | الاتحاد الدولي للاتصالات           | 1921                | 20 يناير 1994           |
|             | منظمة حظر الأسلحة الكيميائية       | ?                   | ?                       |
|             | مؤسسة التمويل الدولية              | 29 ديسمبر 1987      | 11 فبراير 1993          |
|             | منظمة التجارة العالمية             | 1 يوليو 1995        | ?                       |
|             | منظمة الشرطة الجنائية الدولية      | ?                   | ?                       |
|             | منظمة الأمن والتعاون في أوروبا     | 25 يونيو 1973       | 30 يناير 1992           |

## وصلات خارجية
- موقع وزارة الخارجية البولندية
- موقع وزارة الخارجية القيرغيزستانية